# Margaret Alexiou
Margaret Alexiou – brytyjska neogrecystka i bizantynolog.

## Życiorys
Emerytowana profesor literatury porównawczej na Uniwersytecie Harvarda. Córka brytyjskiego uczonego George'a Thomsona Derwenta. Początkowo pracowała w Uniwersytecie w Birmingham. Zajmuje się filologią i literaturą grecką od czasów najdawniejszych do najnowszych. W latach 1984–2000 wykładowca w George Seferis Professor of Modern Greek Studies na Harvard University.

## Wybrane publikacje
- Ritual Lament in Greek Tradition, Cambridge 1974.
- C. P. Cavafy's 'Dangerous' Drugs: Poetry, Eros, and the Dissemination of Images [w:] Margaret Alexiou, Vassilis Lambropoulos (red.), The Text and its Margins, New York 1985, s. 157-196.
- After Antiquity: Greek Language, Myth and Metaphor, Cornell 2002.
- Apokopos. A fifteenth century Greek (Veneto-Cretan) catabasis in the vernacular, Köln 2005.